# Marianne Schubart-Vibach
Marianne Schubart-Vibach, geborene Schubart (* 24. Juni 1921 in Celle; † 4. Juli 2021 in Lübeck), war eine deutsche Schauspielerin, Regisseurin und Drehbuchautorin.

## Leben
Marianne Schubart kam als Kind der Kunsthistorikerin und Antifaschistin Herta Schubart in einer Juristenfamilie zur Welt. In der Zeit des Nationalsozialismus lebte sie mit ihrer Mutter in Spanien, Frankreich und Großbritannien. Aus England kehrte sie zurück, um eine Bühnenlaufbahn zu beginnen. Ihre Ausbildung erhielt sie an der Schauspielschule Helmut Berger in Berlin.
Ihr erstes Engagement hatte sie 1942 als „Muntere“ am Alten Theater in Leipzig, ihre erste Rolle dort in dem Lustspiel Der blaue Strohhut von Friedrich Michael. Sie übernahm Rollen an Bühnen in Göttingen, Kassel, Bonn, Krefeld und Wiesbaden und ging auf eine sechsmonatige Tournee nach Brasilien. Am Deutschen Schauspielhaus  arbeitete sie unter Gustaf Gründgens und lernte dort den Regisseur Karl Vibach (1928–1987) kennen, den sie 1954 heiratete und mit dem sie die zwei Töchter Nanette und Babette bekam. Über Schleswig und Stuttgart kam sie 1967 nach Lübeck.
Am Theater Lübeck, an dem ihr Mann von 1968 bis 1978 Generalintendant war,  spielte sie mehr als 100 Rollen. Im Berliner Theater des Westens und bei den Bad Hersfelder Festspielen war sie als „Golde“ in Anatevka zu sehen. Daneben spielte sie in einer Reihe von Fernsehserien mit, darunter Hamburg Transit (Folge Giftmüll), Notruf Hafenkante (Folge Kais Entscheidung) und Großstadtrevier. Für das Fernsehspiel „Paradies auf Erden“ (1967), Regie Claus Peter Witt, schrieb sie zusammen mit ihrem Mann das Drehbuch. Außerdem führte sie am Lübecker Theater Regie in Inszenierungen der Niederdeutschen Bühne.
Das Theater Lübeck ernannte Marianne Schubart-Vibach zum Ehrenmitglied und ehrte sie zum 80. Geburtstag mit einer Matinee.
Sie war die älteste Schauspielerin, die von der Kölner Agentur „60plus“ vertreten wurde. Ihren Lebensabend verbrachte sie in einer Lübecker Seniorenresidenz. Sie starb kurz nach ihrem 100. Geburtstag und wurde am 13. Juli 2021 auf dem Lübecker Burgtorfriedhof beigesetzt.